# Mas d'Avall
El Mas d'Avall és un poble del municipi valencià de Costur, a la comarca de l'Alcalatén. La seua història ha estat sempre vinculada a la del nucli de Costur, del qual dista a 1,5 km. Va quedar dins del seu terme amb la segregació de l'Alcora l'any 1841. Un segle abans, tant Costur com el Mas d'Avall havien crescut demogràficament i econòmica. Segons el cens de l'any 1900, Mas d'Avall comptava amb 214 habitants. Un segle després, en 2009, la xifra s'havia reduït a 27 habitants.
Entre els llocs d'interés del poble destaquen els antics llavadors. Precisament, les celebracions més reconegudes són les Festes de l'Aigua que s'hi celebren cada mes de juliol.
El nom de les Festes de l'Aigua es deu al fet que en 1997 van finalitzar les obres d'instal·lació d'aigua potable. Des d'aquell dia, cada mes de juliol —normalment, el segon cap de setmana— el Mas d'Avall s'ompli de gent per a gaudir de diversos actes commemoratius.
També es fa un foc d'hivern, que no té una data exacta.